# Ла-Жарри
Ла-Жарри́ (фр. La Jarrie) — коммуна во Франции, находится в регионе Пуату — Шаранта. Департамент коммуны — Шаранта Приморская. Входит в состав кантона Ла-Жарри. Округ коммуны — Ла-Рошель.
Код INSEE коммуны — 17194.

## Население
Население коммуны на 2010 год составляло 2744 человека.
| 1962 | 1968 | 1975 | 1982 | 1990 | 1999 | 2010 |
| ---- | ---- | ---- | ---- | ---- | ---- | ---- |
| 997  | 1056 | 1596 | 2235 | 2413 | 2651 | 2744 |